# Lucé-sous-Ballon
 Lucé-sous-Ballon  es una población y comuna francesa, situada en la región de Países del Loira, departamento de Sarthe, en el distrito de Mamers y cantón de Marolles-les-Braults.

## Demografía
| 189 | 177 | 145 | 113 | 101 | 85 |
| Para los censos de 1962 a 1999 la población legal corresponde a la población sin duplicidades (Fuente: INSEE [Consultar]) |     |     |     |     |    |